# Калиновицька вулиця (Київ)
Калинови́цька ву́лиця — зникла вулиця, що існувала в Жовтневому, нині Солом'янському районі міста Києва, місцевість Відрадний. Пролягала від вулиці Качалова до Козелецької вулиці.

## Історія
Вулиця виникла в 1950-ті роки під назвою Нова. Назву набула 1957 року. Ліквідована 1961 року у зв'язку з переплануванням.